# Museo della liquirizia Giorgio Amarelli
Il museo della liquirizia Giorgio Amarelli è un museo d'impresa italiano situato a Rossano, frazione del comune di Corigliano-Rossano, in provincia di Cosenza (Calabria). 

## Storia
Inaugurato nel 2001, il museo espone al suo interno gli attrezzi utilizzati nella lavorazione, nella commercializzazione e nell'estrazione della radice di Glycyrrhiza glabra da cui si ricava la liquirizia, oltre ad abiti, oggetti, manoscritti legati alla famiglia Amarelli, impegnata da circa 3 secoli nella produzione della celebre liquirizia omonima. Si tratta dell'unico museo italiano su questa tematica.
Nel 2001 il museo della liquirizia ha vinto il premio Guggenheim Impresa & Cultura 2001.
Secondo una ricerca del Touring Club Italiano, è il secondo museo d'impresa più visitato in Italia (55.000 visitatori nel 2016), alle spalle della Galleria Ferrari di Maranello.
Nel 2004 è stato dedicato un francobollo al museo, nella serie filatelica italiana "Il patrimonio artistico e culturale italiano".

Francobollo dedicato al Museo della liquirizia

## Archivio
La documentazione prodotta dalla famiglia Amarelli nel corso della propria attività industriale è conservata presso la sede del museo a Corigliano Rossano, nel fondo omonimo (estremi cronologici: 1445-1986). L'archivio Amarelli è stato dichiarato di alto interesse storico dal Ministero per i beni culturali nel 2012.